# Jean Brun (homme politique)
Pour les articles homonymes, voir Brun et Jean Brun.
Jean Brun est un homme politique français né le 8 octobre 1726 à Angoulême (Charente) et mort le 4 octobre 1796 à L'Houmeau (Charente).

## Biographie
Il est le fils d'Etienne Brun, "procureur au présidial d'Angoulême au moment de son mariage en 1723", puis marchand, et de Marthe Sazerac. Le 9 janvier 1752, "à la Peyne, paroisse d'Angoulême", il épouse "Thérèse Trémeau, fille de Nicolas Trémeau négociant".
Il a été "négociant, juge consul, pair de ville, receveur des amendes de la maîtrise des eaux et forêts (1762) lieutenant du maire [d'Angoulême] et subdélégué des intendants de Limoges et de La Rochelle".
Subdélégué de l'intendant à Angoulême au moment de la Révolution, il est élu député de la Charente à la Convention et vote la mort de Louis XVI. Il est ensuite juge de paix.